# Ernst-Ulrich Würthwein
Ernst-Ulrich Würthwein (* 7. April 1948 in Tübingen) ist ein deutscher Chemiker (Organische Chemie), der Hochschullehrer an der Universität Münster war.
Würthwein, der Sohn des Theologieprofessors Ernst Würthwein, studierte ab 1967 Chemie an der Universität Marburg mit dem Diplom 1972 und der Promotion bei Christian Reichardt 1975 (Dissertation Darstellung, Eigenschaften und Reaktionen von Adamantyl-, tert.-Butyl- und Alkylidenmalondialdehyden). Als Post-Doktorand war er 1976/77 an der University of East Anglia bei Alan R. Katritzky (1928–2014). Danach war er am Lehrstuhl von Paul von Ragué Schleyer in Erlangen, an dem  er sich 1983 habilitierte und danach Privatdozent war. 1986 wurde er Professor in Münster, 2013 wurde er pensioniert.
1989 war er Gastprofessor in Rennes und 1990 an der Yale University.